# Бригер, Александр Михайлович

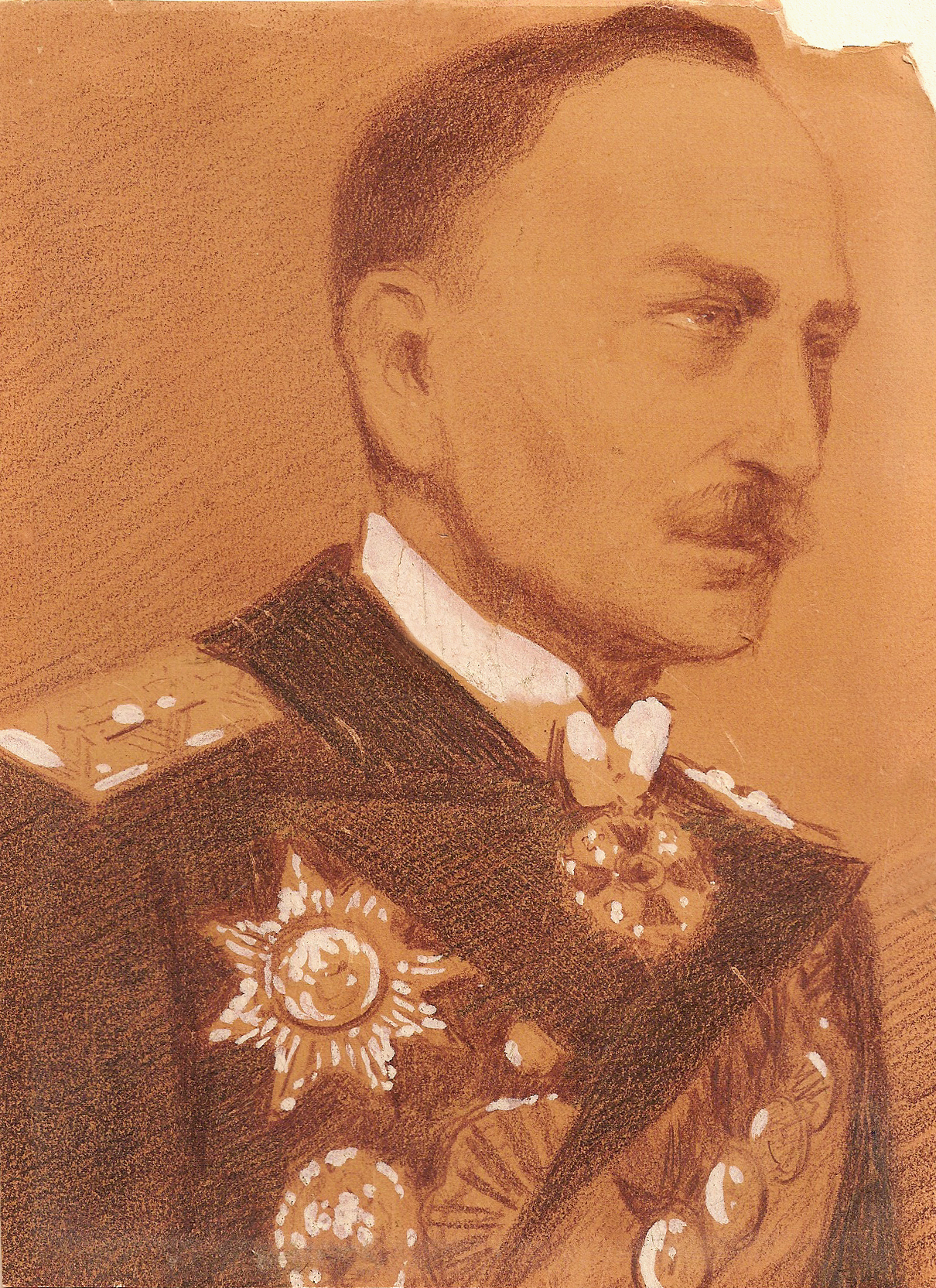
Бригер, Александр Михайлович

Александр Михайлович Бригер (17 февраля 1861 — 20 мая 1931) — генерал-лейтенант Русского Императорского флота, участник Белого движения, педагог. Директор Морского корпуса в 1916—1918 гг.

## Биография
Родился 17 февраля 1861 года. В 1882 году окончил Морской корпус и был произведён в мичманы. В 1886 году завершил обучение в Николаевской морской академии. Преподаватель, воспитатель, с 1906 г. занимал должность инспектора классов Морского корпуса. Генерал-майор с 1910 г. 22 марта 1915 года был произведён в генерал-лейтенанты флота «за отличную ревностную службу и особые труды, связанные с обстоятельствами войны». В 1916 году был назначен руководителем Морского корпуса и занимал этот пост до 1918 года, при этом старался приложить усилия к тому, чтобы после Октябрьского переворота учебное заведение не было сразу же закрыто и его ученики могли закончить учебный год и получить аттестаты, что ему частично и удалось. Всего посвятил преподаванию в Морском корпусе тридцать лет своей жизни. Писал статьи для «Морского журнала».
В 1918 году присоединился к Белому движению. После его поражения отбыл в эмиграцию во Франции, где и провёл остаток жизни. Был членом Государева совещания, членом правления Всезарубежного объединения русских морских офицеров. С 1928 г. — также член парижской кают-компании. Скончался 20 мая 1931 г. в Коломбе, что находится близ Парижа.
Супруга — Людмила Владимировна (урожденная Филькович), вместе у них было четверо детей. В 05/09/1908, его дочь Ксения, вышла замуж за Данзана Тунтунова.